# Christian Gebauer
Christian Gebauer (ur. 20 grudnia 1993) – austriacki piłkarz występujący na pozycji napastnika w niemieckim klubie FC Ingolstadt 04. Wychowanek SV Matrei, w trakcie swojej kariery grał także w takich zespołach, jak SV Navis, SVG Reichenau, WSG Swarovski Tirol, Rheindorf Altach oraz Arminia Bielefeld.